# なむあみだ仏っ!-蓮台 UTENA-
『なむあみだ仏っ！-蓮台 UTENA-』（なむあみだぶつっ ウテナ）は、ビジュアルワークスが開発・運営しDMM GAMESより配信されているブラウザゲームおよびスマートフォン向けゲームアプリ。2019年4月より6月までAT-Xほかにてアニメ版が放送された。仏教で登場する菩薩・如来・神々を主軸としたアドベンチャーバトルを主体とする。
2016年3月15日に『なむあみだ仏っ！』のタイトルでmixi・GREEなどでサービスを開始、2018年7月31日に一旦サービスを終了した後、2019年4月25日にDMM GAMESにて『なむあみだ仏っ！-蓮台 UTENA-』のタイトルでサービスが再開された。
2020年8月31日をもってサービスを終了した。

## あらすじ
ゲーム・『蓮台 UTENA』版
時代は現代、末法の世。かつて釈迦如来の修業の邪魔をした煩悩の化身マーラは、釈迦如来への復讐を果たすべくパズズをはじめとする悪魔たちと契約を交わし、煩悩によって衆生（人間）を支配しようと動き出す。釈迦如来をはじめとする「十三仏」と呼ばれる仏たちと、仏教の二大護法善神である帝釈天と梵天は、衆生を守るべくマーラに立ち向かう。
アニメ版
煩悩から人々を救おうと奮闘する帝釈天と梵天は、釈迦如来率いる十三尊の仏たちとともに、現世の梵納寺で共同生活を始める。過去に起きた「ある事件」のせいで顔を合わせては反発しあってばかりの二人だったが、煩悩の化身マーラたちが人間界に忍び寄る。

## 登場神仏
十三仏、迦楼羅天、二大護法善神、阿修羅、マーラ以外の神仏はアニメには未登場。
神仏名の読みはゲーム基準。
アニメ版の設定によると神仏はそのままの姿で街を行動すると神々しいオーラによって周囲に人間が集まって行動しづらくなってしまう為、人間に擬態している。（一部の仏除く）
ゲーム版では人間に擬態しているかは不明。少なくともアニメ版の擬態とは異なる姿をしている神仏がいる。
寺ではジャージのような服装で会議や食事の際に集合するが、如来が黒で、菩薩が青、明王が赤で、天も黒だが袖が白。着座位置は左手が上座で、右側が下座。

### 二大護法善神
帝釈天（たいしゃくてん）
声 - 水中雅章
梵天とともに釈迦如来を守護する天部の仏様。質実剛健。口数が少なくポーカーフェイスだが、内面は仲間思いで熱い心の持ち主。
アニメ版では草団子などの甘いものが好き。擬態は帽子をかぶり「仏」と書かれたシャツを着た男児。
梵天（ぼんてん）
声 - 前野智昭
帝釈天とともに釈迦如来を守護する天部の仏様。冷静沈着。頭の回転が速い知能派だが、自身の能力を過信して、突飛な行動をとる事もある。帝釈天と比べて体はそれほど強くないらしい。
アニメ版では好物は乳粥。擬態はセーラー服の女子高生。

### 十三仏
大日如来（だいにちにょらい）
声 - 柿原徹也
全宇宙の創造主。宇宙そのものとされる仏様。自由奔放。わがままな振る舞いも多いが、憎めなく愛すべき存在。
背負っている光環はパワーの源で、この世の悪を滅ぼす力を蓄えている。
アニメ版では人前でオーラを消せるため擬態はしない。（この方法は他の仏様達も可能だが面倒なようで、人間に擬態している）
阿閦如来（あしゅくにょらい）
声 - 小林裕介
東方妙喜世界という浄土を持ち、「揺るぎ無いもの」を意味する仏様。長い髪の美人で、トランスジェンダーの女性の仏様。女装は女性の心をより良く知りたいと思っている事から行っている。175cmのすらりとした長身で、神仏たちの真ん中くらいの背丈。
ピンク色が好きで、和装（着物）でも洋装（ミニスカート）でも美脚を露わにしている。手袋や洋傘、長靴、浴衣、ワンピース水着など（アニメでは大型画面のテレビ、家具も）みなピンクである。
アニメ版での擬態も大人っぽい女性になるが、いつも服装が替わる（フライトアテンダントやナース、チアリーダーなど）。
阿弥陀如来（あみだにょらい）
声 - 平川大輔
西方極楽浄土へ人々を導く神仏。「無限の光」「無限の寿命」を意味し、宇宙そのものとされる。飄々としているが頼りになる存在。
釈迦如来の相談役。トレードマークは赤い（えび茶色）襟巻。駄洒落が好きで会話に織り込んでくるが、大半の仏たちは笑ってくれない。
アニメ版での擬態は職場のお局っぽい眼鏡をかけたビジネスウーマン。
釈迦如来（しゃかにょらい）
声 - 森久保祥太郎
修行の末に悟りを開き、如来となった仏教の開祖。梵納寺に十三仏と二大護法善神を降臨させた。いつも笑みを絶やさず仏たちの行動を見守っている。
アニメ版ではたい焼きが好物で最新家電に興味を持っている。旧ゲーム版ではクリスマスに、丈の短いワンピースと赤ロングブーツのサンタの恰好をして皆にプレゼントを配っている。
薬師如来（やくしにょらい）
声 - 松岡禎丞
人の傷や病を治す医薬の仏様。人々を病気や災難から救う東方浄瑠璃浄土の教主である。普段はぼんやりとして、滅多に感情を表に出さない。日陰と白米が好き。
アニメ版では梵納寺のお風呂担当。擬態は頬のこけた白衣の医師。
文殊菩薩（もんじゅぼさつ）
声 - 木島隆一
聡明な頭脳の持ち主で、知識が豊富。智慧を司る仏様。眼鏡をかけていてパソコンを駆使する。モニターを見ながらデイトレード（日計り取引）をしている。
アニメ版での擬態はネクタイを締め、常に携帯（スマートフォン）をいじっているビジネスマン。
普賢菩薩（ふげんぼさつ）
声 - 堀江瞬
仏の慈悲と理知を顕して人々を救う仏様。いつも連れている白象の「パオ美」を溺愛している。ゲーム版では一般の人間女性から「青い髪の美しい男性」と評価されていたり、羅刹女に囲まれたりとモテている描写が多い。
アニメ版での擬態は青緑のパーカーを着た青年。旧ゲーム版ではチャイナドレスの娘姿で拳法も披露した。
地蔵菩薩（じぞうぼさつ）
声 - 八代拓
日本では「お地蔵様」として多くの人に親しまれている仏様。見た目は強面だが、根は優しく面倒見が良い。ラーメンが好物。
アニメ版では ヘルメットを被った男性作業員に擬態し原宿にも行く。ゲーム版では擬態をしているかは不明だが、一般の人間からは強面で外国人の青年という扱いをされている。
弥勒菩薩（みろくぼさつ）
声 - 村瀬歩
釈迦如来が入滅した56億7千万年後に、如来となって人々を救うことを約束されている仏様。
冬も元気で青い防寒着に、青い手袋と長靴で雪だるまや仏の雪像を作る。夏でも青いマフラーは欠かさず、肝試しで作り物のお化けを怖がるなど子供っぽい。
アニメ版の擬態は小柄で禿げた老人男性。老人会で「いつも子供扱いされる」とぼやく。
観音菩薩（かんのんぼさつ）
声 - 内田雄馬
日本では「観音様」として多くの人に親しまれている救済の仏様。梵納寺での財布の紐を握っている。
アニメ版での擬態は割烹着を着た初老の男性。
旧作1周年記念で行われたHTK13総選挙では3位に選ばれた。
勢至菩薩（せいしぼさつ）
声 - 天﨑滉平
兄である観音菩薩と共に、阿弥陀如来の脇侍として尽力する仏様。大らかで心優しい。
アニメ版での擬態は力持ちの高齢女性。ゲーム版では擬態をしているかは不明だが、一般の人間からは外国人の青年という扱いをされている。
虚空蔵菩薩（こくうぞうぼさつ）
声 - 谷山紀章
無限の記憶力と優れた洞察力を持つ仏様。鰻の「ウナちゃん」といつも一緒にいる。儲け話に食いついたりとかなりがめつい。
アニメ版での擬態は鉢巻をした防水エプロンの魚屋。旧ゲーム版では雨の日は黄色いビニールの雨合羽を持ち他の仏を迎えに行ったりもしていた。
旧作1周年記念で行われたHTK13総選挙では2位に選ばれた。
不動明王（ふどうみょうおう）
声 - 河西健吾
大日如来の化身。どんな悪人でも仏道に導き、救い上げるとされる五大明王の中心となる。
アニメ版では坊主頭で口髭の不良っぽい強面の男に擬態し、凄んだりラップを披露したりする。自動車の運転も出来る。
旧作1周年記念で行われたHTK１３総選挙では堂々の1位に選ばれた。

### 二十八部衆
迦楼羅天（かるらてん）
声 - 山下大輝
人々の煩悩を喰らう最強の霊鳥。梵納寺のマスコット的存在。人間の姿に擬態もできる。食いしん坊でお調子者。笛が得意。
旧ゲーム版にも登場しているが、人間の姿は蓮台 UTENA版が初登場。
阿修羅王（あしゅらおう）
声 - 鈴木達央
正義を司る神。
ただひたすら自分が正しいと思う道を突き進む。帝釈天とはゲーム版では信念の違いから、アニメ版ではアーシャの村で起きた事件を切っ掛けに仲違いをしてしまうが、のちに和解する。
散脂大将（さんしたいしょう）
声 - 野津山幸宏
夜叉族出身で武術の才能に秀でる。多聞天に対して一途すぎる忠誠心を抱いているが故に戦闘などでは単独行動をすることがある。
難陀龍王（なんだりゅうおう）
声 - 斉藤壮馬
己を「釈迦如来の守護者」と称し、影から熱心に監視を行っている。釈迦如来の危機には、どこからともなく出現し身を挺して守る。
摩醯首羅王（まけいしゅらおう）
声 - 坂泰斗
穏やかで落ち着いた佇まいをしているダンディな神仏。破壊神である為か衆生の物を勢い余って壊してしまうなどのハプニング遭遇体質であり、羅刹天もよく巻き込まれている。
乾闥婆王（けんだつばおう）
声 - 千葉翔也
どんな音からもビートを感じ、 感じるままにシタールを弾き表現する音楽家。 演奏は殆どの仏を本人の意思と関係なく躍らせてしまうことが可能。常に沈香葉を口にくわえており、無くなると元気がなくなる。

### 五智如来
宝生如来（ほうしょうにょらい）
声 - 鈴村健一
多彩な才能の持ち主でどんなことでも卒なくこなす。不空成就如来とは幼馴染の関係で、行動を共にすることが多い。
不空成就如来（ふくうじょうじゅにょらい）
声 - 諏訪部順一
自らにも他の仏にも厳しく、感情を律することを良しとしているが、心友である宝生如来に内面を見抜かれてしまう。

### 薬師三尊
日光菩薩（にっこうぼさつ）
声 - 古川慎
薬師如来の脇侍。明るい性格で漫才好き。関西弁の様な言葉遣いをする。
月光菩薩（がっこうぼさつ）
声 - 駒田航
薬師如来の脇侍。飄々とした振る舞いをする。おでんが好き。

### 十二神将
迷金羅大将（めきらたいしょう）
声 - 西山宏太朗
薬師如来の配下で、十二支では「酉」を司る。16時になるとどんな状況であれ寝てしまうが、寝ている間に不測の事態が起きたとしても前もって対処を済ませているという冷静なパーフェクトマン。
毘羯羅大将（びからたいしょう）
声 - 小林大紀
十二支では「子」を司る。ポジティブなムードメーカーで、自分は可愛いという確固たる自信と自覚がある。
真達羅大将（しんだらたいしょう）
声 - 土田玲央
十二支では「寅」を司る。昼寝が好きでやボールに飛びついてしまうなど、マイペースで猫のような性格をしているが、周囲をよく見て行動する一面もある。
波夷羅大将（はいらたいしょう）
声 - 安田陸矢
十二支では「辰」を司る。すぐに怪我をしてしまう為に体中に傷があり、その外見から怖がられる事もある。献身的な性格をしている。
招杜羅大将（しょうとらたいしょう）
声 - 熊谷健太郎
十二支では「丑」を司る。のんびり屋で仲間想いな性格。相棒の小さな牛「牛太郎」をかわいがっており、いつも頭の上に乗せている。
摩虎羅大将（まこらたいしょう）
声 - 土岐隼一
十二支では「卯」を司る。仲間と共に居ることを好むが周囲に圧倒されがち。繊細な性格故に薬師如来お手製の胃薬をいつも携帯している。
珊底羅大将（さんてらたいしょう）
声 - 中島ヨシキ
十二支では「午」を司る。戦場では法螺貝を吹いて合図をする伝達係だが、血気盛んな性格で走ることが好きな為、役割を忘れて先陣を切ってしまうことがある。
安底羅大将（あんてらたいしょう）
声 - 千葉翔也
十二支では「申」を司る。十二神将で一番の太鼓持ちで目上の仏たちの役に立とうといつもいろいろな仕事を引き受けている。猿の尻尾が生えている。
宮毘羅大将（くびらたいしょう）
声 - 野津山幸宏
十二支では「亥」を司る。荒くれ者だが仲間の頼みを断れない素直な性格。鱗の生えた大きく立派な尻尾が生えているが、宮毘羅本人は「ワニ」と呼ばれることを嫌がっている。

### 四天王
多聞天（たもんてん）
声 - 斉藤壮馬
帝釈天に仕え仏教世界の四方を守る四天王のリーダー。北方を守護する。帝釈天の右腕的存在で冷静沈着な印象を与えるが、戦闘時にはあらゆる煩悩を容赦なく浄化する。
広目天（こうもくてん）
声 - 西山宏太朗
四天王の一員。西方を守護する。千里眼を持つがサングラスをかけて能力を調整している。ゲーム中で見られる1コマ漫画によるとサングラスが無いとなんでもスケスケになるとの事。外見によらず親切で思いやりがある。
持国天（じこくてん）
声 - 梶原岳人
四天王の一員。東方を守護する。純朴で大らかな性格。琵琶の演奏が得意で仏や人間達を魅了し、ゲーム中で見られる1コマ漫画では金剛鬘菩薩（リーダー）がスカウトを検討していた。
増長天（ぞうじょうてん）
声 - 石谷春貴
四天王の一員。南方を守護する。持国天と同じ出身地だが増長天は隠したがっている。四天王のムードメーカーで困っている人を見逃せないお人よし。十二天の月天子とよくパーティを開催している模様。

### 十二天
日天子（にってんし）
声 - 坂泰斗
仏教世界を守護する十二天の一尊。真面目な性格で周囲の仏からは将来を期待されている。帝釈天とは親族であり師匠の様な憧れの存在でもある為、目の前にすると緊張してしまうのが悩み。
月天子（がってんし）
声 - 村上聡
仏教世界を守護する十二天の一尊。何事も全力に楽しむのがモットーで衆生の流行にも敏感で、仏が抱かないような人間の感情にも興味がある。日天子とは昔からの幼馴染。
羅刹天（らせつてん）
声 - 市川蒼
鬼門と呼ばれる西南を守護する十二天の一尊。外見に反して品行方正だが、コミュニケーションが苦手で改善しようと努力している。鬼の世界出身で、羅刹天自身も鬼とのこと。
伊舎那天（いしゃなてん）
声 - 田所陽向
東北を守護する十二天の一尊。病魔の治療に秀でており、薬師如来不在時には伊舎那天が対応するが対価が高額。地下に自室を設けていたり、言動などが独特である為に周囲からは変わり者だと思われている。

### 八供養菩薩
金剛燈菩薩（こんごうとうぼさつ）
声 - 井上雄貴
仏たちを芸で楽しませる八供養菩薩（外供養）一員。通称“アカリ”。
いつも手筒花火を持ち歩いており、感情が高ぶると所構わず花火を打ち上げる為、梵納寺に引火するなどの大惨事を招くことがある。
金剛歌菩薩（こんごうかぼさつ）
声 - 石谷春貴
八供養菩薩（内供養）の一員。通称“ウタ”。
箜篌（くご）を奏で美声を響かせる、八供養菩薩のセンター的存在。華やかな言動や立ち振る舞いからキザという印象が強いが、影では芸を磨く努力家である。
金剛塗菩薩（こんごうずぼさつ）
声 - 安田陸矢
八供養菩薩（外供養）の一員。通称“ヌーリー”。
八供養菩薩のメイク担当。センスが良く、喋り下手な金剛舞菩薩の通訳係になるなど面倒見も良いが、不空成就如来の前ではうまく話せなくなってしまう面もある。
金剛舞菩薩（こんごうぶぼさつ）
声 - 市川蒼
八供養菩薩（内供養）の一員。通称“マイ”。
踊り一筋で真面目な努力家だが、大人しい性格かつ喜怒哀楽の表現が苦手でいつも仮面をつけており、八供養菩薩でもマイの素顔を見た事が無い仏がいる。
金剛香菩薩（こんごうこうぼさつ）
声 - 沢城千春
八供養菩薩（外供養）の一員。通称“カオル”。
優雅な立ち振る舞いと外見、カオル自身から薫る芳香から仏たちからの人気が高い。カオル曰く、「八供養菩薩の唯一の良心」。
金剛嬉菩薩（こんごうきぼさつ）
声 - 村上聡
八供養菩薩（内供養）の一員。通称“ウレシー”。
八供養菩薩の大道芸担当。仕事は仕事と淡々と芸をこなし、表情の変化も乏しいが実は仲間思いで熱い面もある。
金剛華菩薩（こんごうけぼさつ）
声 - 土岐隼一
八供養菩薩（外供養）の一員。愛称「ハナ」。
マニキュアをした耽美的な青年。自らを美しいと思っており、すぐ脱ごうとしては周囲の仏たちに止められている。
金剛鬘菩薩（こんごうまんぼさつ）
声 - 中島ヨシキ
八供養菩薩（内供養）の一員にして八菩薩のリーダー。
プロデュース力が抜群で、ステージ内外問わずその力を発揮する。ヌーリー不在時にはマイの翻訳を行うが、大体はマイ本人の意思とはいくらかズレている。

### 悪魔・堕天使
マーラ
声 - 大塚剛央
銀色の長髪に赤い眼をした煩悩の化身。人々を支配し、自分の望む世界を作ろうと企てる。かつて釈迦如来が悟りへの最後の瞑想に入った際、立ちはだかった因縁がある。
煩悩を黒い煙やゲル状からてるてる坊主や黒い触手、緑の大蛇、赤いタコ、翼のある球体などに変化させ、仏たちや人間を襲う。黒いゲルのまま相手を包み込む攻撃と洗脳もできる。
パズズ
声 - 川田祐
ピンク色のショートヘアーで大鎌を持ち蝙蝠のような羽がある悪魔。熱風とともに熱病をもたらす能力を持つ。
イブリース
声 - 酒井広大
中性的な容姿と白を基調の洋装でヒールのあるロングブーツ。翼のついた天使のように見えるが、相手の心につけ入るのが上手く、甘い言葉を囁き人々を惑わす。
サタン
声 - 深町寿成
イブリースとは逆に黒を基調とした貴族的な装いで、骨格だけの翼を持つ。他人と群れることを良しとせず、単独で着実に任務を遂行する。

### 人間
堂守
ゲーム（蓮台 UTENA）版のプレイヤー。アニメ未登場。
先祖代々梵納寺を管理している家系で、ある日堂守の役割を引き継ぎ、仏たちと共同生活始める。
衆生の生活に不慣れな仏の手助けや穢れを受けた仏を癒すなどのサポート面を担当。
先代の堂守はプレイヤーの祖父であること、仏と煩悩の姿が見える力を持つ事以外の詳細は不明である。
アーシャ
声 - 緒方恵美
アニメ版のみの登場人物。
過去、とある村にて帝釈天と阿修羅が知り合った黒髪の女の子。踊りが好き。
DJホトケ
声 - 杉田智和
アニメ版のみの登場人物。
原宿のクラブでDJをしている。サングラスをしていると大日如来にそっくりだが素顔は・・・。

## 書籍

### 漫画
月刊コミックジーン2016年7月号にてコミカライズが発表し、同年8月号から連載開始し、2017年4月号で最終回を迎えた。単行本はMFコミックス ジーンシリーズから全2巻。作画は結城あみの。
- 結城あみの（漫画）、ビジュアルワークス（原作）『なむあみだ仏っ!』KADOKAWA〈MFコミックス ジーンシリーズ〉、全2巻
  1. 2016年9月27日発売、ISBN 978-4-04-068555-7
  2. 2017年4月27日発売、ISBN 978-4-04-069098-8

コミックアンソロジーが2019年6月25日にZERO-SUMコミックスから全1巻発売された。
- DMM GAMES／Visualworks（原作）『なむあみだ仏っ! -蓮台UTENA- 公式コミックアンソロジー 』一迅社〈ZERO-SUMコミックス〉、全1巻
  - 2019年6月25日発売、ISBN 978-4-75-803448-7

### 小説
ビーズログ文庫アリスにて2016年11月15日に全1巻発売された。著者は月本ナシオ、挿絵は風李たゆ。
- 月本ナシオ（著者）、風李たゆ（挿絵）、ビジュアルワークス（原作）『なむあみだ仏っ! 春夏秋冬 四季むすび』KADOKAWA〈ビーズログ文庫アリス〉全1巻
  - 2016年11月15日発売、ISBN 978-4-04-734208-8

### ガイドブック
- なむあみだ仏っ! -蓮台 UTENA- 公式ガイドブック　一迅社 2019年6月20日発売、ISBN 978-4-75-801641-4
- なむあみだ仏っ! -蓮台 UTENA- で学ぶ 神仏の世界　新紀元社 2019年6月29日発売、ISBN 978-4-77-531748-8

## テレビアニメ
2019年4月から6月までAT-Xほかにて放送された。

### スタッフ
- 原案 - 『なむあみだ仏っ！-蓮台 UTENA-』（DMM GAMES/Visualworks）
- 監督 - オグロアキラ[1]
- チーフディレクター - 上田繁
- シリーズ構成 - 吉田恵里香[1]
- キャラクターデザイン - 加藤真人[1]
- サブキャラクターデザイン - 鶴田眸
- プロップデザイン - 今門卓也（第2話-）
- 美術監督 - 甲斐政俊
- 美術設定 - 荒井和浩、堺駿介
- 色彩設計 - 田中美穂
- 撮影監督 - 大島由貴
- VFXディレクター - 中西康祐
- 編集 - 本田優規
- 音響監督 - 本山哲
- 音楽 - 藤澤慶昌[1]
- 音楽プロデューサー - 藤江将希、三上政高
- 音楽制作 - DMM music
- プロデューサー - 今川寛隆、澤田愛理
- アニメーションプロデューサー - 河内山隆
- アニメーション制作 - 旭プロダクション[1]
- 製作 - DMM pictures[1]

### 主題歌
オープニングテーマ「天唄」
作詞 - 深川琴美 / 作曲・編曲 - 三好啓太 / 歌 - 帝釈天（水中雅章）
エンディングテーマ「ルビー」
作詞・作曲・歌 - 大橋ちっぽけ / 編曲 - akin

### 各話リスト
| 話数     | サブタイトル                 | 脚本                | 絵コンテ              | 演出     | 作画監督                                                                                               | 総作画監督               |
| -------- | ---------------------------- | ------------------- | --------------------- | -------- | --- | ------------------------ |
| 第一話   | 煩悩の犬は追えども去らず     | 吉田恵里香          | オグロアキラ          | 上田繁   | 水竹修治 池田結姫 星野車蜂                                                                             | 池田結姫                 |
| 第二話   | 友に勝る財宝なし             | 吉田恵里香          | オグロアキラ          | 鈴木芳成 | 萩原みちる 鶴田眸                                                                                      | 鶴田眸                   |
| 第三話   | 当然の陰に咲く花を見よ       | 宮本武史            | 高林久弥 オグロアキラ | 高林久弥 | 小林史緒里 重国浩子 藤井文乃                                                                           | 加藤真人                 |
| 第四話   | 地に足つかねば願い達せず     | 宮本武史            | のりみそのみ          | 大塚隆寛 | 橋本航平 大滝那佳 樋口香住 中澤あこ                                                                    | 鶴田眸                   |
| 第五話   | ひとつの嘘が百の嘘に通ずる   | 吉田恵里香          | 上田繁                | 上田繁   | 阿部島瑠珠 池田結姫 星野車蜂                                                                           | 池田結姫 加藤真人        |
| 第六話   | 過ちを赦すなら罪人の顔をみよ | 吉田恵里香          | 名村英敏              | 中西陽介 | 水竹修治 高見明男 石原満 小島裕佳                                                                      | 加藤真人                 |
| 第七話   | 過去へは戻れぬが未来は進める | 吉田恵里香          | オグロアキラ          | 小林孝志 | 萩原みちる 和田勝之 岩佐とも子 菊川孝司 島崎克実 星野車蜂                                              | 鶴田眸                   |
| 第八話   | 見ぬと消失は同意にあらず     | 宮本武史            | 高林久弥              | 高林久弥 | 小林史緒里 重国浩子 藤井文乃                                                                           | 加藤真人                 |
| 第九話   | 無明の夜こそ、笑みを燃べよ   | 吉田恵里香 米山和仁 | 名村英敏              | 大塚隆寛 | 橋本航平 大滝那佳 Lee Young Mi Hong Kyung Chun Hong In Soo                                             | 鶴田眸 加藤真人          |
| 第十話   | 疑心の果実に種はなし         | 宮本武史            | オグロアキラ 上田繁   | 上田繁   | オグロアキラ 水竹修治 星野車蜂 森川侑紀                                                                | 池田結姫 加藤真人        |
| 第十一話 | 煩悩なければ悟りもまたなし   | 吉田恵里香 米山和仁 | 高林久弥 オグロアキラ | 高林久弥 | 石堂伸晴 長尾圭悟 和田勝之 橋本航平 菊川孝司 荻原みちる                                                | 鶴田眸                   |
| 第十二話 | 意馬心猿と和解せよ           | 吉田恵里香          | 望月智充              | 上田繁   | 島崎克実 星野車蜂 重国浩子 藤井文乃 水竹修治 小林史織里 上野卓志 森川侑紀 大滝那佳 荻原みちる 橋本航平 | 加藤真人 池田結姫 鶴田眸 |

### 放送局
| 放送期間                | 放送時間                     | 放送局   | 対象地域 | 備考                      |
| ----------------------- | ---------------------------- | -------- | -------- | ------------------------- |
| 2019年4月8日 - 6月24日  | 月曜 20:00 - 20:30           | AT-X     | 日本全域 | CS放送 / リピート放送あり |
|                         | 月曜 22:30 - 23:00           | TOKYO MX | 東京都   |                           |
| 2019年4月9日 - 6月25日  | 火曜 1:00 - 1:30（月曜深夜） | BS11     | 日本全域 | BS放送                    |
| 2019年4月11日 - 6月27日 | 木曜 23:30 - 金曜 0:00       | KBS京都  | 京都府   |                           |
| 2019年4月12日 - 6月28日 | 金曜 22:30 - 23:00           | J:テレ   | 日本全域 |                           |

| 配信期間                | 更新時間                     | 配信サイト |
| ----------------------- | ---------------------------- | --- |
| 2019年4月11日 - 6月27日 | 木曜 12:00 更新              | DMM.com / dアニメストア |
| 2019年4月14日 - 6月30日 | 日曜 12:00 更新              | Amazonプライム・ビデオ U-NEXT / Hulu GYAO! / バンダイチャンネル FOD / ニコニコチャンネル あにてれ / dTV ビデオマーケット / ひかりTV アニメ放題 / みるPLUS HAPPY!動画 / music.jp / 楽天TV |
| 2019年4月15日 - 7月1日  | 月曜 0:00 更新               | ビデオパス / J:COMオンデマンド |
|                         | 月曜 2:30 - 3:00（日曜深夜） | AbemaTV |
| 2019年4月 -             | 更新時間未定                 | クランクイン!ビデオ |

### BD / DVD
| 巻     | 発売日        | 収録話          | 規格品番  | 規格品番  |
| 巻     | 発売日        | 収録話          | BD        | DVD       |
| ------ | ------------- | --------------- | --------- | --------- |
| 第一仏 | 2019年6月28日 | 第1話 - 第3話   | DMPXA-032 | DMPBA-054 |
| 第二仏 | 2019年7月26日 | 第4話 - 第6話   | DMPXA-033 | DMPBA-055 |
| 第三仏 | 2019年8月30日 | 第7話 - 第9話   | DMPXA-034 | DMPBA-056 |
| 第四仏 | 2019年9月27日 | 第10話 - 第12話 | DMPXA-035 | DMPBA-057 |